# Disztichon
A disztichon (görögül „kétsoros“) egy hexameterből és egy pentameterből álló versforma.
A metrikus képlete:
```
     _       _       _       _
– υ υ | – υ υ | – υ υ | – υ υ | – υ υ | – -
 Parcite praecipue vitia exprobrare puellis,
    _       _
– υ υ | – υ υ | –  || – υ υ | – υ υ | –
 Utile quae multis dissimulasse fuit. (Ovid, Ars Amatoria, liber II, 640f)
```

Az ókori görög és római költészetben, illetve a korai újkor humanista költészetében a disztichont a kétsoros epigrammákban és az elégiákban használták. Az utóbbi előfordulást "elégiai disztichon"-nak is nevezik. Kizárólag disztichonokból álló híres ókori mű az Ovidius által írt Ars amatoria. 
Eddig Itália földjén termettek csak a könyvek. 
S most Pannónia is ontja a szép dalokat. (Janus Pannonius: Pannónia dicsérete)
További példák a magyar irodalomból:
- Arany János: Tompa Mihály sírkövére
- Berzsenyi Dániel: Festetics György hamvaira
- Kisfaludy Károly: Mohács
- Kölcsey Ferenc: Huszt
- Vörösmarty Mihály: Magyarország címere

A posztmodern magyar irodalomban a disztichon – a többi kötött formához hasonlóan – többnyire játékos vagy újraértelmezett formában jelenik meg.
- Papp Tibor Disztichon Alfa című szoftvere tizenhatezer-milliárd disztichont képes generálni, melyek közül több megjelent irodalmi lapokban (pl. Kortárs folyóirat 44. évfolyam 11. szám – 1999. november)
- Dobai Bálint sztHu című verse tartalmában Kölcsey Ferenc Husztjának majdnem szó szerinti átirata, azonban ritmusában a disztichon hexameter és pentameter sorai fel vannak cserélve (megjelent az Irodalmi Jelen VII. évfolyam 64. számában – 2007. február).